# Proboscidea louisianica
Proboscidea louisianica je bylina divoce rostoucí na jihu Spojených států. Ve své domovině může být obtížným plevelem a invazní rostlinou. Nápadným znakem jsou velké zahnuté lusky, které jsou rozšiřovány dobytkem a jinými velkými zvířaty. Zralé plody se pro svůj zajímavý vzhled využívají v aranžérství, ještě nezralé se dají zavařovat jako okurky nakládačky. Květy se dají sušit.
Proboscidea louisianica ssp. louisianica kvete velkými světlounce růžovými květy a roste na v jižních státech, Proboscidea louisianica ssp. fragrans má květy fialové až červenofialové a pochází z Texasu a severovýchodního Mexika.

## Galerie

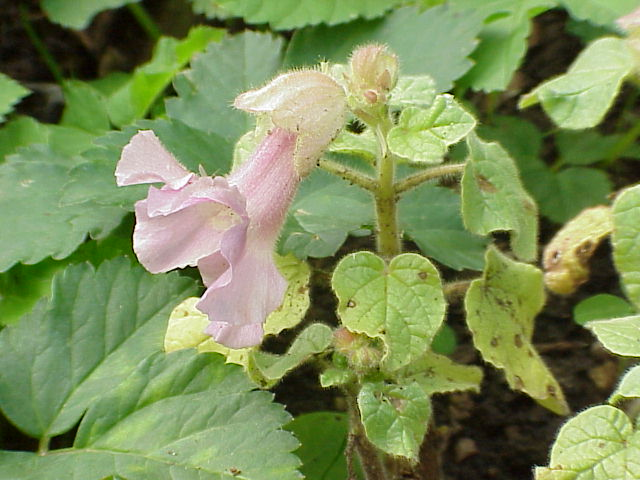
Květ Proboscidea louisianica
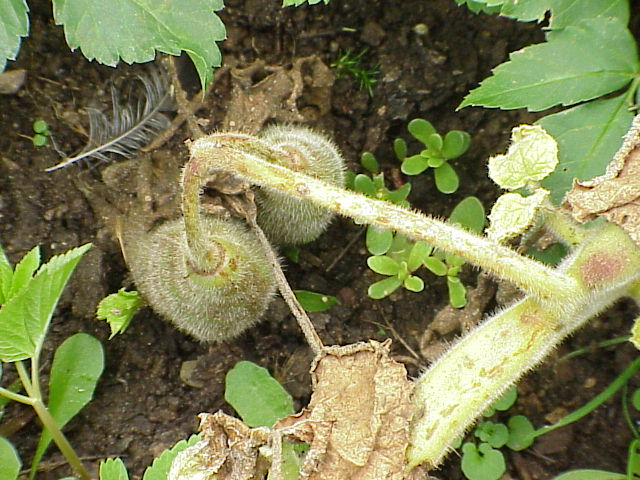
Plody Proboscidea louisianica
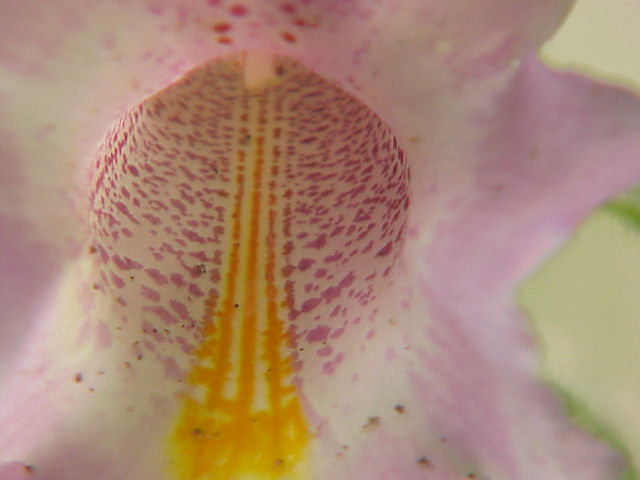
Detail květu Proboscidea louisianicany